# L'Hôpital-Saint-Lieffroy
L'Hôpital-Saint-Lieffroy är en kommun i departementet Doubs i regionen Bourgogne-Franche-Comté i östra Frankrike. Kommunen ligger i kantonen Clerval som tillhör arrondissementet Montbéliard. År 2022 hade L'Hôpital-Saint-Lieffroy 122 invånare.

## Befolkningsutveckling
Antalet invånare i kommunen L'Hôpital-Saint-Lieffroy
Referens:INSEE